# Vrbica (Aranđelovac)
Pour les articles homonymes, voir Vrbica.
Vrbica (en serbe cyrillique : Врбица) est une localité de Serbie située dans la municipalité d'Aranđelovac, district de Šumadija. Au recensement de 2011, elle comptait 3 324 habitants.
Vrbica est officiellement classée parmi les villages de Serbie.

## Démographie

### Évolution historique de la population
| 1948  | 1953  | 1961  | 1971  | 1981  | 1991  | 2002  | 2011  |
| ----- | ----- | ----- | ----- | ----- | ----- | ----- | ----- |
| 1 854 | 1 989 | 2 058 | 1 992 | 2 323 | 2 913 | 3 536 | 3 324 |

|  |